# Società Sportiva Savoia 2002-2003
Questa voce raccoglie le informazioni riguardanti il Savoia nelle competizioni ufficiali della stagione 2002-2003.

## Stagione
La stagione 2002-2003 fu l'81ª stagione sportiva del Savoia.
Serie D 2002-2003: 6º posto

## Divise e sponsor
| Casa |

## Organigramma societario
Area direttiva
- Presidente:  Dario Pasquariello

Area organizzativa
- Segretario generale:

Area tecnica
- Direttore Sportivo:
- Allenatore:  Alberto Urban (1ª-14ª) poi
 Piero Cucchi (15ª-19ª) poi
 Guglielmo Ricciardi (20ª-34ª)

## Calciomercato
| Acquisti | Acquisti            | Acquisti       | Acquisti   |
| R.       | Nome                | da             | Modalità   |
| -------- | ------------------- | -------------- | ---------- |
| D        | Carlo Baylon        | Turris         |            |
| D        | Antonio Cerrato     | Salernitana    | definitivo |
| D        | Simone Delfino      | Viribus Unitis |            |
| D        | Mario Giusti        | Cavese         |            |
| D        | Marco Mazziotti     | Casertana      | definitivo |
| D        | Antonio Rogazzo     | Nardò          | definitivo |
| C        | Carmelo Avallone    | Nocerina       | definitivo |
| C        | Antonio Bucciarelli | Palmese        | definitivo |
| A        | Domenico D'Antò     | Viribus Unitis | definitivo |
| A        | Giulio Russo        | Catanzaro      | definitivo |
| A        | Stefano Sgambati    | Chieti         |            |

| Cessioni | Cessioni        | Cessioni            | Cessioni   |
| R.       | Nome            | a                   | Modalità   |
| -------- | --------------- | ------------------- | ---------- |
| D        | Fabio Andreulli | Siracusa            |            |
| D        | Antonio De Luca | Comprensorio Stabia | definitivo |
| A        | Domenico D'Antò | Viribus Unitis      | definitivo |

## Risultati

### Serie D

#### Girone di andata
| Arbitro: | Benedetti (Viterbo) |

|             |           |                          |
| Niscemi 29’ | Marcatori | 13’ Oriente 69’ Russo G. |

| Arbitro: | Imparati (Foggia) |

|             |           |                           |
| Oriente 61’ | Marcatori | 35’ Di Vito 87’ Chiarello |

| Arbitro: | Polito (Latina) |

|             |           |                           |
| Contino 13’ | Marcatori | 78’ Avallone 80’ Sgambati |

| Arbitro: | Barletta (Bernalda) |

|                         |           |               |
| Russo G. 1’ Cerrato 60’ | Marcatori | 68’ Marchetti |

| Arbitro: | Cozza (Crotone) |

|                 |           |                                       |
| Craccò 52’, 61’ | Marcatori | 1’ Ianniello 7’ Avallone 86’ Sgambati |

| Arbitro: | Prato (Lecce) |

|                         |           |             |
| Sgambati 32’ Giusti 50’ | Marcatori | 29’ Granata |

| Arbitro: | Stallone |

|  |           |              |
|  | Marcatori | 62’ Sgambati |

| Arbitro: | Gallione |

|             |           |  |
| Cerrato 48’ | Marcatori |  |

| Arbitro: | Beretta |

|                |           |             |
| Grammatico 52’ | Marcatori | 10’ Oriente |

| Arbitro: | Mennella (Avezzano) |

|               |           |              |
| Carnevale 84’ | Marcatori | 45’ Garofano |

| Arbitro: | Scoditti (Bologna) |

|           |           |  |
| Prete 66’ | Marcatori |  |

| Arbitro: | Acri (Novi Ligure) |

|             |           |             |
| Sgambati 1’ | Marcatori | 53’ Ferraro |

| Lentini 1º dicembre 2002 13ª giornata | Lentini | 0 – 0 referto | Savoia | Stadio Angelino Nobile\| Arbitro: \| Manna \| |
| Arbitro:                              | Manna   |               |        |                                               |

| Arbitro: | Fugante |

|             |           |                |
| Oriente 70’ | Marcatori | 5’ Balestrieri |

| Vibo Valentia 15 dicembre 2002 15ª giornata | Nuova Vibonese | 0 – 0 referto | Savoia | Stadio Luigi Razza (700 spett.)\| Arbitro: \| Valeri (Roma) \| |
| Arbitro:                                    | Valeri (Roma)  |               |        |                                                                |

| Arbitro: | Zanchin |

|                              |           |               |
| Cordaro 68’ Cornò 86’ (rig.) | Marcatori | 43’ Carnevale |

| Arbitro: | Zega |

|             |           |  |
| Sgambati 9’ | Marcatori |  |

#### Girone di ritorno
| Arbitro: | De Falco |

|  |           |            |
|  | Marcatori | 72’ Marino |

| Arbitro: | Labriola (Potenza) |

|             |           |  |
| Minieri 83’ | Marcatori |  |

| Arbitro: | Cestra (Frosinone) |

|                               |           |            |
| Sgambati 6’, 53’ Avallone 38’ | Marcatori | 82’ Scalia |

| Arbitro: | Laterza (Matera) |

|  |           |            |
|  | Marcatori | 87’ Baylon |

| Torre Annunziata 9 febbraio 2003 22ª giornata | Savoia                | 0 – 0 referto | Orlandina | Stadio Alfredo Giraud (1 500 spett.)\| Arbitro: \| Del Bianco (Macerata) \| |
| Arbitro:                                      | Del Bianco (Macerata) |               |           |                                                                             |

| Delianuova 16 febbraio 2003 23ª giornata | Delianuova    | 0 – 0 referto | Savoia | (100 spett.)\| Arbitro: \| Lupo (Matera) \| |
| Arbitro:                                 | Lupo (Matera) |               |        |                                             |

| Arbitro: | Tagarelli (Termoli) |

|                          |           |               |
| Oriente 22’ Sgambati 53’ | Marcatori | 74’ Marchetti |

| Arbitro: | Dattrino (Roma) |

|                            |           |              |
| Tortora 65’ Lio 73’ (rig.) | Marcatori | 13’ Russo G. |

| Arbitro: | Capriolo (Forlì) |

|                           |           |  |
| Russo G. 47’ Sgambati 79’ | Marcatori |  |

| Castellammare di Stabia 16 marzo 2003 27ª giornata | Comprensorio Stabia | 0 – 0 referto | Savoia | Stadio Romeo Menti (2 000 spett.)\| Arbitro: \| Montevecchi \| |
| Arbitro:                                           | Montevecchi         |               |        |                                                                |

| Torre Annunziata 23 marzo 2003 28ª giornata | Savoia              | 0 – 0 referto | Milazzo | Stadio Alfredo Giraud (1 500 spett.)\| Arbitro: \| Leonetti (Avezzano) \| |
| Arbitro:                                    | Leonetti (Avezzano) |               |         |                                                                           |

| Arbitro: | Perna |

|             |           |  |
| Ferraro 43’ | Marcatori |  |

| Arbitro: | Del Giovane (Albano Laziale) |

|             |           |  |
| Bagnara 86’ | Marcatori |  |

| Arbitro: | Valeri (Roma) |

|          |           |  |
| Dima 13’ | Marcatori |  |

| Torre Annunziata 27 aprile 2003 32ª giornata | Savoia          | 0 – 0 referto | Nuova Vibonese | Stadio Alfredo Giraud (1 000 spett.)\| Arbitro: \| Bello (Livorno) \| |
| Arbitro:                                     | Bello (Livorno) |               |                |                                                                       |

| Arbitro: | Suelotto (Bassano del Grappa) |

|              |           |                       |
| Russo G. 67’ | Marcatori | 39’ Chiara 52’ Piazza |

| Siracusa 11 maggio 2003 34ª giornata | Siracusa        | 0 – 0 referto | Savoia | Stadio Nicola De Simone\| Arbitro: \| Benzi (Trapani) \| |
| Arbitro:                             | Benzi (Trapani) |               |        |                                                          |

### Coppa Italia

#### Primo turno
| Arbitro: | D'Andretta (Salerno) |

|            |           |                             |
| D'Antò 14’ | Marcatori | 49’ Cerminara 67’ D'Aniello |

| Marcianise 18 settembre 2002, ore CEST 2ª giornata | Marcianise | 0 – 0 referto | Savoia |  |

## Statistiche
Statistiche aggiornate all'11 maggio 2003.

### Statistiche di squadra
Inserire punti e media inglese solo per il campionato
| Competizione         | Punti | In casa | In casa | In casa | In casa | In casa | In casa | In trasferta | In trasferta | In trasferta | In trasferta | In trasferta | In trasferta | Totale | Totale | Totale | Totale | Totale | Totale | D.R. |
| Competizione         | Punti | G       | V       | N       | P       | Gf      | Gs      | G            | V            | N            | P            | Gf           | Gs           | G      | V      | N      | P      | Gf     | Gs     | D.R. |
| -------------------- | ----- | ------- | ------- | ------- | ------- | ------- | ------- | ------------ | ------------ | ------------ | ------------ | ------------ | ------------ | ------ | ------ | ------ | ------ | ------ | ------ | ---- |
| Serie D              | 51    | 17      | 8       | 6       | 3       | 19      | 12      | 17           | 5            | 6            | 6            | 12           | 13           | 34     | 13     | 12     | 9      | 31     | 25     | +6   |
| Coppa Italia Serie D | 1     | 1       | 0       | 0       | 1       | 1       | 2       | 1            | 0            | 1            | 0            | 0            | 0            | 2      | 0      | 1      | 1      | 1      | 2      | -1   |
| Totale               | 52    | 18      | 8       | 6       | 4       | 20      | 14      | 18           | 5            | 7            | 6            | 12           | 13           | 36     | 13     | 13     | 10     | 32     | 27     | +5   |

### Andamento in campionato
| Giornata  | 1 | 2 | 3 | 4 | 5 | 6 | 7 | 8 | 9 | 10 | 11 | 12 | 13 | 14 | 15 | 16 | 17 | 18 | 19 | 20 | 21 | 22 | 23 | 24 | 25 | 26 | 27 | 28 | 29 | 30 | 31 | 32 | 33 | 34 |
| --------- | - | - | - | - | - | - | - | - | - | -- | -- | -- | -- | -- | -- | -- | -- | -- | -- | -- | -- | -- | -- | -- | -- | -- | -- | -- | -- | -- | -- | -- | -- | -- |
| Luogo     | T | C | T | C | T | C | T | C | T | C  | T  | C  | T  | C  | T  | T  | C  | C  | T  | C  | T  | C  | T  | C  | T  | C  | T  | C  | T  | C  | T  | C  | C  | T  |
| Risultato | V | P | V | V | V | V | V | V | N | N  | P  | N  | N  | N  | N  | P  | V  | P  | P  | V  | V  | N  | N  | V  | P  | V  | N  | N  | P  | V  | P  | N  | P  | N  |
| Posizione | 1 |   |   |   |   |   |   | 1 | 1 |    |    |    |    |    |    |    |    |    |    |    |    |    |    |    |    |    |    |    |    |    |    |    |    | 6  |

### Statistiche dei giocatori
Sono in corsivo i calciatori che hanno lasciato la società a stagione in corso.
| Giocatore      | Serie D  | Serie D | Serie D     | Serie D    | Coppa Italia Serie D | Coppa Italia Serie D | Coppa Italia Serie D | Coppa Italia Serie D | Totale   | Totale | Totale      | Totale     |
| Giocatore      | Presenze | Reti    | Ammonizioni | Espulsioni | Presenze             | Reti                 | Ammonizioni          | Espulsioni           | Presenze | Reti   | Ammonizioni | Espulsioni |
| -------------- | -------- | ------- | ----------- | ---------- | -------------------- | -------------------- | -------------------- | -------------------- | -------- | ------ | ----------- | ---------- |
| F. Andreulli   | 6        | 0       | 0           | 0          | ?                    | ?                    | ?                    | ?                    | 6+       | 0+     | 0+          | 0+         |
| C. Avallone    | 26       | 3       | 0           | 0          | 1                    | 0                    | 0                    | 0                    | 27       | 3      | 0           | 0          |
| G. Bagnara     | 23       | 1       | 5           | 1          | 1                    | 0                    | 0                    | 0                    | 24       | 1      | 5           | 1          |
| C. Baylon      | 24       | 1       | 4           | 0          | 1                    | 0                    | 0                    | 0                    | 25       | 1      | 4           | 0          |
| A. Bucciarelli | 29       | 0       | 8           | 2          | ?                    | ?                    | ?                    | ?                    | 29+      | 0+     | 8+          | 2+         |
| G. Cacace      | 0        | 0       | 0           | 0          | 1                    | 0                    | 1                    | 0                    | 1        | 0      | 1           | 0          |
| M. Carnevale   | 23       | 2       | 5           | 1          | ?                    | ?                    | ?                    | ?                    | 23+      | 2+     | 5+          | 1+         |
| A. Cerrato     | 29       | 2       | 7           | 0          | 2                    | 0                    | 0                    | 0                    | 31       | 2      | 7           | 0          |
| Ciotola        | 4        | 0       | 0           | 0          | ?                    | ?                    | ?                    | ?                    | 4+       | 0+     | 0+          | 0+         |
| M. D'Angelo    | 5        | 0       | 0           | 0          | ?                    | ?                    | ?                    | ?                    | 5+       | 0+     | 0+          | 0+         |
| D. D'Antò      | 2        | 0       | 0           | 0          | 1                    | 1                    | 0                    | 0                    | 3        | 1      | 0           | 0          |
| S. Delfino     | 25       | 0       | 3           | 0          | 1                    | 0                    | 0                    | 0                    | 26       | 0      | 3           | 0          |
| G. Gerbi       | 1        | 0       | 0           | 0          | ?                    | ?                    | ?                    | ?                    | 1+       | 0+     | 0+          | 0+         |
| M. Giusti      | 11       | 2       | 0           | 2          | 1                    | 0                    | 0                    | 0                    | 12       | 2      | 0           | 2          |
| C. Ianniello   | 28       | 2       | 5           | 0          | 1                    | 0                    | 0                    | 0                    | 29       | 2      | 5           | 0          |
| S. Inserra     | 24       | 0       | 0           | 0          | 1                    | 0                    | 0                    | 0                    | 25       | 0      | 0           | 0          |
| A. Italia      | 7        | 0       | 3           | 1          | 1                    | 0                    | 0                    | 0                    | 8        | 0      | 3           | 1          |
| Lattanzi       | 1        | 0       | 1           | 0          | ?                    | ?                    | ?                    | ?                    | 1+       | 0+     | 1+          | 0+         |
| A. Loreto      | 22       | 0       | 1           | 0          | 2                    | 0                    | 0                    | 0                    | 24       | 0      | 1           | 0          |
| Maraola        | 1        | 0       | 0           | 0          | ?                    | ?                    | ?                    | ?                    | 1+       | 0+     | 0+          | 0+         |
| M. Mazziotti   | 18       | 0       | 2           | 1          | ?                    | ?                    | ?                    | ?                    | 18+      | 0+     | 2+          | 1+         |
| R. Moccia      | 2        | 0       | 0           | 0          | ?                    | ?                    | ?                    | ?                    | 2+       | 0+     | 0+          | 0+         |
| C. Oriente     | 29       | 5       | 0           | 0          | ?                    | ?                    | ?                    | ?                    | 29+      | 5+     | 0+          | 0+         |
| A. Rogazzo     | 28       | 0       | 9           | 1          | ?                    | ?                    | ?                    | ?                    | 28+      | 0+     | 9+          | 1+         |
| A. Russo       | 6        | 0       | 0           | 0          | ?                    | ?                    | ?                    | ?                    | 6+       | 0+     | 0+          | 0+         |
| C. Russo       | 2        | -0      | 0           | 0          | ?                    | ?                    | ?                    | ?                    | 2+       | 0+     | 0+          | 0+         |
| G. Russo       | 22       | 5       | 8           | 1          | 1                    | 0                    | 1                    | 0                    | 23       | 5      | 9           | 1          |
| P. Russo       | 15       | -11     | 1           | 0          | 1                    | -2                   | 0                    | 0                    | 16       | -13    | 1           | 0          |
| S. Sgambati    | 28       | 10      | 6           | 0          | ?                    | ?                    | ?                    | ?                    | 28+      | 10+    | 6+          | 0+         |
| C. Supino      | 2        | 0       | 0           | 0          | 1                    | 0                    | 0                    | 0                    | 3        | 0      | 0           | 0          |
| M. Vitiello    | 20       | -14     | 1           | 0          | ?                    | ?                    | ?                    | ?                    | 20+      | -14+   | 1+          | 0+         |